# Babcia na jabłoni
Babcia na jabłoni (Die Omama im Apfelbaum) – powieść dla dzieci napisana przez austriacką pisarkę literatury dla dzieci – Mirę Lobe. Pierwszy raz została wydana w 1965, a polskie tłumaczenie ukazało się w 1968. Autorką tłumaczenia była Maria Kurecka, a ilustracjami dzieło opatrzył Mirosław Pokora.

## Fabuła
Główny bohater, mały chłopiec o imieniu Andi, chociaż ma kochającą się rodzinę, w tym dwójkę starszego rodzeństwa, to jednak nie ma babci. Nigdy nie poznał żadnej swojej babci. Jest mu przykro, ponieważ niektórzy jego koledzy ze szkoły mają nawet dwie babcie, a one zabierają ich na karuzelę lub przywożą im prezenty.
Andi lubi przesiadywać na gałęzi dużej jabłoni rosnącej w jego ogrodzie. Tam wymyślił sobie swoją babcię, z którą w wyobraźni chodzi do wesołego miasteczka, łapie dzikie konie, pływa żaglowcem i która na wszystko mu pozwala. Pewnego razu do domu obok wprowadza się starsza pani, z którą Andi się zaprzyjaźnia. Pomaga jej w pracach domowych i zakupach. Zajmuje mu to tyle czasu, że zaczyna mu go brakować dla babci wymyślonej.

## Adaptacje
Na potrzeby polskiego Teatru Telewizji Wojciech Nowak podjął się adaptacji i reżyserii tekstu powieści. W spektaklu zrealizowanym w 1997 roku wystąpili: Barbara Krafftówna jako Babcia, Danuta Mancewicz jako Babcia Wanda, Ewa Telega jako Matka, Jerzy Dominik jako Ojciec, Bartłomiej Ruda jako Marek, Marta Stefańska jako Agnieszka, Dominik Giera jako Jurek, Maria Maj jako Sąsiadka oraz Sławomir Holland jako Mężczyzna.
Inne adaptacje teatralne w Polsce miały miejsce w 2017 (reż. Arkadiusz Klucznik, Śląski Teatr Lalki i Aktora „Ateneum”, Katowice) i 2018 r (reż. Jarosław Kilian, Wrocławski Teatr Lalek, Wrocław). 

## Odbiór i analiza
W Polsce książkę dodano do listy lektur szkolnych w reformach z lat 1963-1970 (dla klasy IV). Należała do pozycji chętnie omawianych przez nauczycieli.